# Ext3cow
Ext3cow または third extended filesystem with copy-on-write は ext3 ファイルシステムに基づくオープンソースのバージョニングファイルシステムである。バージョニングはブロックレベルのコピーオンライトを通して実装されている。ext3 と多くのパフォーマンス上の特性を共有している。
Ext3cow はリアルタイムで連続的な過去のデータを表示できるようにするタイムシフトのインタフェースを提供している。タイムシフトは今までにないインタフェースで、ext3cow で導入され、タイムコンポーネントをコマンドに追加することにより、ユーザが過去の名前空間を検索したりアクセスしたりできるようにする。
Ext3cow は Sarbanes-Oxley や HIPAA のような、近年の電子記録保存法におけるバージョニングと監査能力の要件の順守を目的としたプラットフォームになるように設計された。
Linux 2.6 カーネル向けの ext3cow は2007年3月30日にリリースされた。
ext3cow の実装についての詳細は2005年の論文にある。
Linuxカーネルに対するパッチは2008年3月9日を最後にリリースが停止している。